# Sari Kees
Pour les articles homonymes, voir Kees.
Sari Kees, née le 17 février 2001, est une footballeuse internationale belge qui joue au poste de défenseure centrale à Leicester City.

## Biographie

### En club
Sari Kees commence sa carrière en tant que gardienne de but au SP Budingen. À l'âge de 10 ans, elle rejoint l'OH Louvain, où elle est repositionnée comme défenseure centrale.
Le 12 juin 2019, elle rejoint le KRC Genk pour une saison, y devenant titulaire au sein de l'équipe.
La défenseure retourne à l'OH Louvain en avril 2020.
Lors de la saison 2021-2022, elle inscrit le but vainqueur lors de la victoire 1-0 de son équipe contre le champion en titre Anderlecht. Les Louvanistes termineront la saison à la deuxième place, derrière le RSC Anderlecht.

### En sélection
Sari Kees est membre de l'équipe nationale depuis les moins de 15 ans. Le 18 mars 2015, à l'âge de 14 ans, Kees dispute son premier match avec l'équipe de Belgique des moins de 15 ans face aux Pays-Bas. Le 28 novembre 2015, elle fait ses débuts avec la sélection des moins de 16 ans contre l'Allemagne. Le 26 mars 2018, elle inscrit son premier but international en inscrivant un but contre la Croatie. Le 9 février 2016, elle fait ses débuts avec la sélection des moins de 17 ans contre la Suisse. En tant que défenseure centrale, elle joue avec les moins de 19 ans lors du Championnat d'Europe des moins de 19 ans en 2019, lors des matchs de groupe contre l'Espagne, l'Allemagne et l'Angleterre.
En février 2022, elle participe à la Pinatar Cup, un tournoi organisé en Espagne. Lors de ce tournoi, Sari Kees honore sa première sélection en équipe de Belgique le 16 février 2022 face à la Slovaquie, en remplaçant Laura De Neve à la 46e minute de jeu (victoire 0-4). Les Belges remportent le tournoi.
Le 20 juin 2022, elle est sélectionnée par Ives Serneels pour disputer l'Euro 2022. Kees brille individuellement en particulier face à l'Italie en match de poules et parvient avec ses coéquipières à se hisser en quarts de finale, où elles sont battues de justesse par la Suède.
Le 6 février 2023, la Belge est sélectionnée par Ives Serneels pour disputer la Arnold Clark Cup 2023. Cette dernière étant un tournoi de football féminin sur invitation organisé par la Fédération anglaise de football.

## Palmarès
Équipe de Belgique
- Pinatar Cup (1) :
  - Vainqueur : 2022.